# Jakub Lauko
Jakub Lauko, född 28 mars 2000, är en tjeckisk professionell ishockeyforward som är kontrakterad till Boston Bruins i National Hockey League (NHL) och spelar för Providence Bruins i American Hockey League (AHL).
Han har tidigare spelat för Piráti Chomutov och HC Energie Karlovy Vary i Extraliga och Huskies de Rouyn-Noranda i Ligue de hockey junior majeur du Québec (LHJMQ).
Lauko draftades av Boston Bruins i tredje rundan i 2018 års draft som 77:e spelare totalt.

## Statistik
| 2016–2017        | Piráti Chomutov          | Extraliga        | 28  | 2  | 0  | 2  | 2   | 9  | 0 | 0 | 0  | 4  |
| 2017–2018        | Piráti Chomutov          | Extraliga        | 42  | 3  | 6  | 9  | 20  | —  | — | — | —  | —  |
| 2018–2019        | Huskies de Rouyn-Noranda | LHJMQ            | 44  | 21 | 20 | 41 | 43  | 19 | 6 | 7 | 13 | 17 |
| 2019–2020        | Providence Bruins        | AHL              | 22  | 5  | 4  | 9  | 24  | —  | — | — | —  | —  |
| 2020–2021        | HC Energie Karlovy Vary  | Extraliga        | 25  | 5  | 5  | 10 | 26  | —  | — | — | —  | —  |
|                  | Providence Bruins        | AHL              | 23  | 5  | 14 | 19 | 28  | —  | — | — | —  | —  |
| 2021–2022        | Providence Bruins        | AHL              | 54  | 3  | 13 | 16 | 56  | 2  | 1 | 0 | 1  | 2  |
| 2022–2023        | Boston Bruins            | NHL              | 23  | 4  | 3  | 7  | 11  | 3  | 0 | 1 | 1  | 4  |
|                  | Providence Bruins        | AHL              | 35  | 10 | 7  | 17 | 58  | 1  | 0 | 0 | 0  | 0  |
| NHL totalt       | NHL totalt               | NHL totalt       | 23  | 4  | 3  | 7  | 11  | 3  | 0 | 1 | 1  | 4  |
| Extraliga totalt | Extraliga totalt         | Extraliga totalt | 95  | 10 | 11 | 21 | 48  | 9  | 0 | 0 | 0  | 4  |
| AHL totalt       | AHL totalt               | AHL totalt       | 134 | 23 | 38 | 61 | 166 | 3  | 1 | 0 | 1  | 2  |

### Internationellt
| Källa: Uppdaterad: 2022-10-13 | Källa: Uppdaterad: 2022-10-13 | Källa: Uppdaterad: 2022-10-13 |         | Utv = Utvisningsminuter | Utv = Utvisningsminuter | Utv = Utvisningsminuter | Utv = Utvisningsminuter | Utv = Utvisningsminuter |
| År                            | Lag                           | Mästerskap                    | Matcher | Mål                     | Assists                 | Poäng                   | Utv                     |                         |
| ----------------------------- | ----------------------------- | ----------------------------- | ------- | ----------------------- | ----------------------- | ----------------------- | ----------------------- | ----------------------- |
| 2017                          | Tjeckien                      | Ivan Hlinka                   | 5       | 4                       | 0                       | 4                       | 8                       |                         |
| 2018                          | Tjeckien                      | JVM                           | 6       | 1                       | 0                       | 1                       | 4                       |                         |
| 2018                          | Tjeckien                      | U18-VM                        | 7       | 3                       | 3                       | 6                       | 8                       |                         |
| 2019                          | Tjeckien                      | JVM                           | 5       | 1                       | 1                       | 2                       | 6                       |                         |
| 2020                          | Tjeckien                      | JVM                           | 1       | 0                       | 0                       | 0                       | 0                       |                         |
| Junior totalt                 | Junior totalt                 | Junior totalt                 | 24      | 9                       | 4                       | 13                      | 26                      |                         |